# Estación de Sartrouville
La estación de Sartrouville es una estación ferroviaria francesa ubicada en el municipio de Sartrouville, en el departamento de Yvelines, en región Isla de Francia.
Fue puesta en servicio en 1843 por la compañía de ferrocarriles de París a Rouen. Es una estación de la SNCF por la que pasan los trenes de la línea A del RER y de la línea L del Transilien.
La estación es frecuentada por 15 500 viajeros por día.

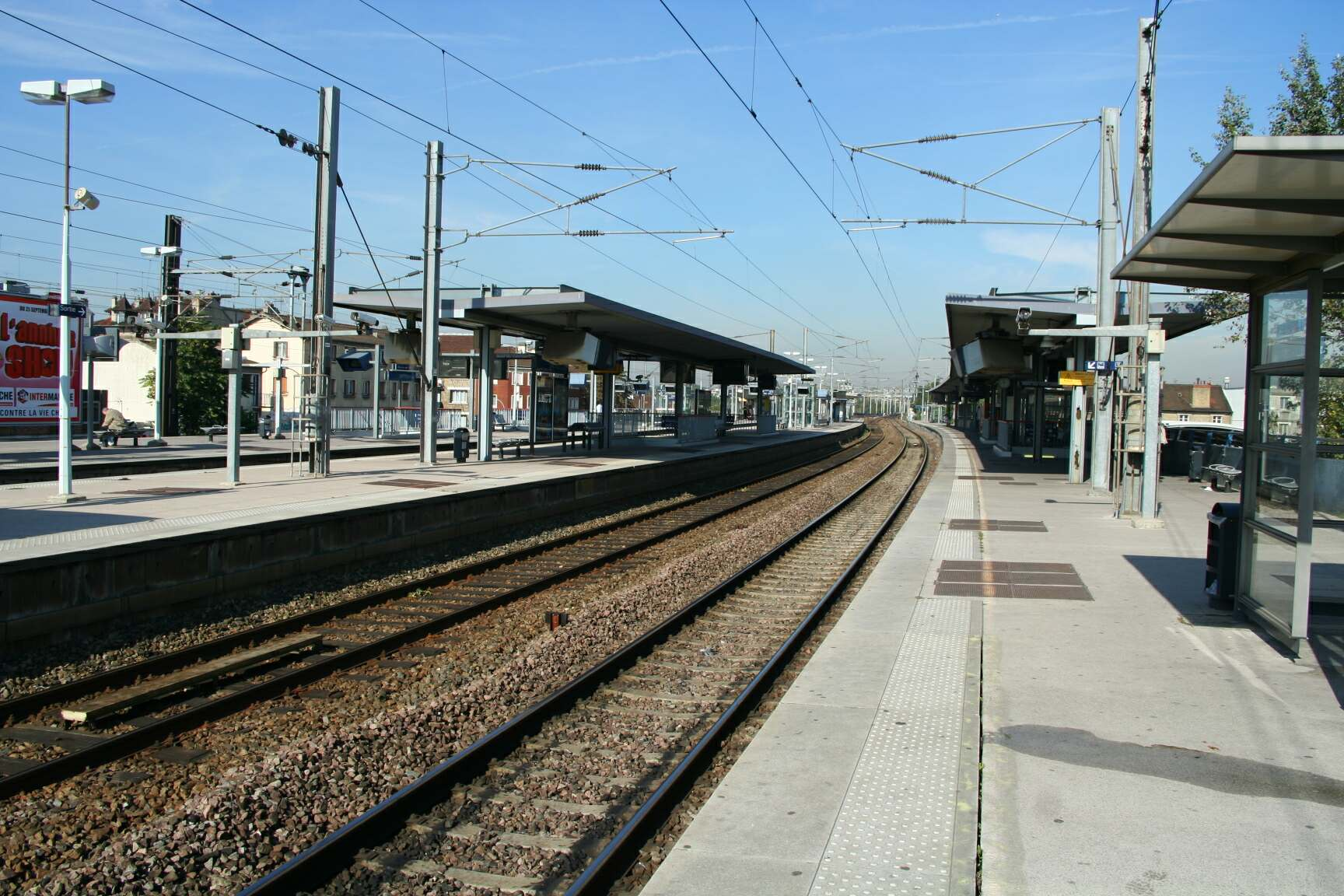
Andenes y vías hacia Maisons-Laffitte.